# Poly Nordiste
La Poly Nordiste est une course cycliste française, organisée de 1953 à 1984 en région Nord-Pas-de-Calais.

## Palmarès
| Année | Vainqueur             | Deuxième       | Troisième |
| ----- | --------------------- | -------------- | --------- |
| 1953  | Camille Huyghe        |                |           |
| 1954  | Camille Huyghe        |                |           |
| 1955  | Camille Huyghe        | Louis Déprez   |           |
| 1957  | Raymond Hoorelbeke    | Pierre Pardoën |           |
| 1958  | Jean-Claude Lefebvre  |                |           |
| 1959  | Raymond Hoorelbeke    |                |           |
| 1960  | Gérard Pype           | Maurice Munter |           |
| 1961  | Gérard Pype           |                |           |
| 1962  | Barry Hoban           |                |           |
| 1964  | Élie Lefranc          |                |           |
| 1974  | Éric Lalouette        |                |           |
| 1975  | Patrick Philipp       |                |           |
| 1976  | Didier Vanoverschelde |                |           |
| 1977  | Jean-Michel Avril     |                |           |
| 1978  | Michel Demeyre        |                |           |
| 1979  | Alain Deloeuil        |                |           |
| 1980  | Dominique Dezègue     |                |           |
| 1981  | Jacques Dutailly      |                |           |
| 1983  | Alain Deloeuil        |                |           |
| 1984  | Paul Watson           |                |           |